# Vittorio Pavesio Productions
Vittorio Pavesio Productions s.r.l. è stata una casa editrice di fumetti italiana fondata nel 1995 da Vittorio Pavesio e chiusa nel 2015. Nata in collaborazione con la casa editrice denominata Editrice Edigamma di Chieri; nel 1997 l'etichetta si trasforma in casa editrice autonoma. Nel 2004 la Vittorio Pavesio Productions fonda una propria divisione in Francia, Pavesio Editions.
Con sentenza del 16 luglio 2015 il Tribunale di Torino ha dichiarato il fallimento della Vittorio Pavesio Productions s.r.l.
Nel 2017 il marchio Pavesio viene rilevato dalla casa editrice torinese La Corte Editore che, nel 2018, rilancia la casa editrice come "PAVESIO COMICS" in libreria e fumetteria; nel 2019, il marchio viene nuovamente abbandonato e La Corte Editore inizia a pubblicare fumetti con il marchio La Corte Comics.

## Autori e pubblicazioni
Oltre che opere create dallo stesso Vittorio Pavesio all'interno del parco di testate della casa editrice si possono trovare volumi di autori quali, ad esempio,
- Mario Alberti (Morgana)
- Luca Enoch (Sprayliz e Morgana)
- Ausonia (Pinocchio - storia di un bambino e The Art Of Ausonia)
- Barbara Baraldi e Lucio Parrillo (The Making of Aurora)
- Alessandro Barbucci e Barbara Canepa (Sky Doll[1])
- Simone Bianchi (L'arte di Simone Bianchi, Ego Sum e Onirika)
- Marco Bianchini (Termite Bianca)
- Marco Santucci (Termite Bianca)
- Patrizio Evangelisti (Termite Bianca e Sturm Und Drang)
- Fulvio Gatti (Sturm Und Drang)
- Luciano Bottaro (Re di Picche)
- Kurt Busiek (Redhand)
- Joe Casey insieme a Richard Starkings e José Ladrönn (Hip Flask)
- Giorgio Cavazzano e François Corteggiani (Capitan Rogers)
- Giovanni Di Gregorio e Marco Hasmann (Last Travel Inc)
- Will Eisner (Fumetto & arte sequenziale e Graphic Storytelling. Narrare per immagini)
- Stefano Frassetto e  Pierpaolo Rovero (Gate 22)
- Massimiliano Frezzato (I custodi del maser, Bagatelle - Storie Brevi 1984-2008, Tour de France: un disegnatore italiano nel paese dei fumetti, Motherflower e Portfolio Frezzato Cerruti)
- Fabio Ruotolo (I custodi del maser e Vita di Montagna)
- Umberto Manfrin e Roberto Renzi (Tiramolla)
- Paolo Martinello (Delethes)
- Corrado Mastantuono e Sylviane Corgiat (Elias il Maledetto[2])
- Scott McCloud (Capire il fumetto - L'arte invisibile)
- Marco Natale (Bacon)
- Marco Patrito (Sinkha)
- Andrea Serio e Bepi Vigna (Nausicaa - L'altra Odissea)
- Flavio Troisi e Joseph Vig (Mayapan)
- Guido Vogliotti (Blake e Mortimer)[3].